# Aeronave experimental

Rutan Voyager, la primera aeronave en volar alrededor del mundo sin recargar combustible, es un notable ejemplo de una aeronave experimental

Una aeronave experimental es una aeronave que no fue completamente probada en vuelo. Usualmente, esto implica que nuevas tecnologías aeroespaciales se están probando en la aeronave. Las aeronaves experimentales también son aquellas que vuelan con un certificado experimental, a veces se confunden las aeronaves experimentales con aeronaves caseras. Aunque muchas aeronaves caseras llevan el certificado experimental, hay muchas aeronaves que son construidas con fines experimentales pero que no son caseras.

## Aviones experimentales destacados en la historia
Se puede nombrar como primera aeronave experimental destacable el Wright Flyer, también conocido como el avión de los hermanos Wright, que fue la primera máquina voladora a motor, luego de varios prototipos, se logró la hazaña el 17 de diciembre de 1903, realmente hubo ejemplos anteriores y mejores técnicamente como el vuelo del brasileño  Santos Dumont.

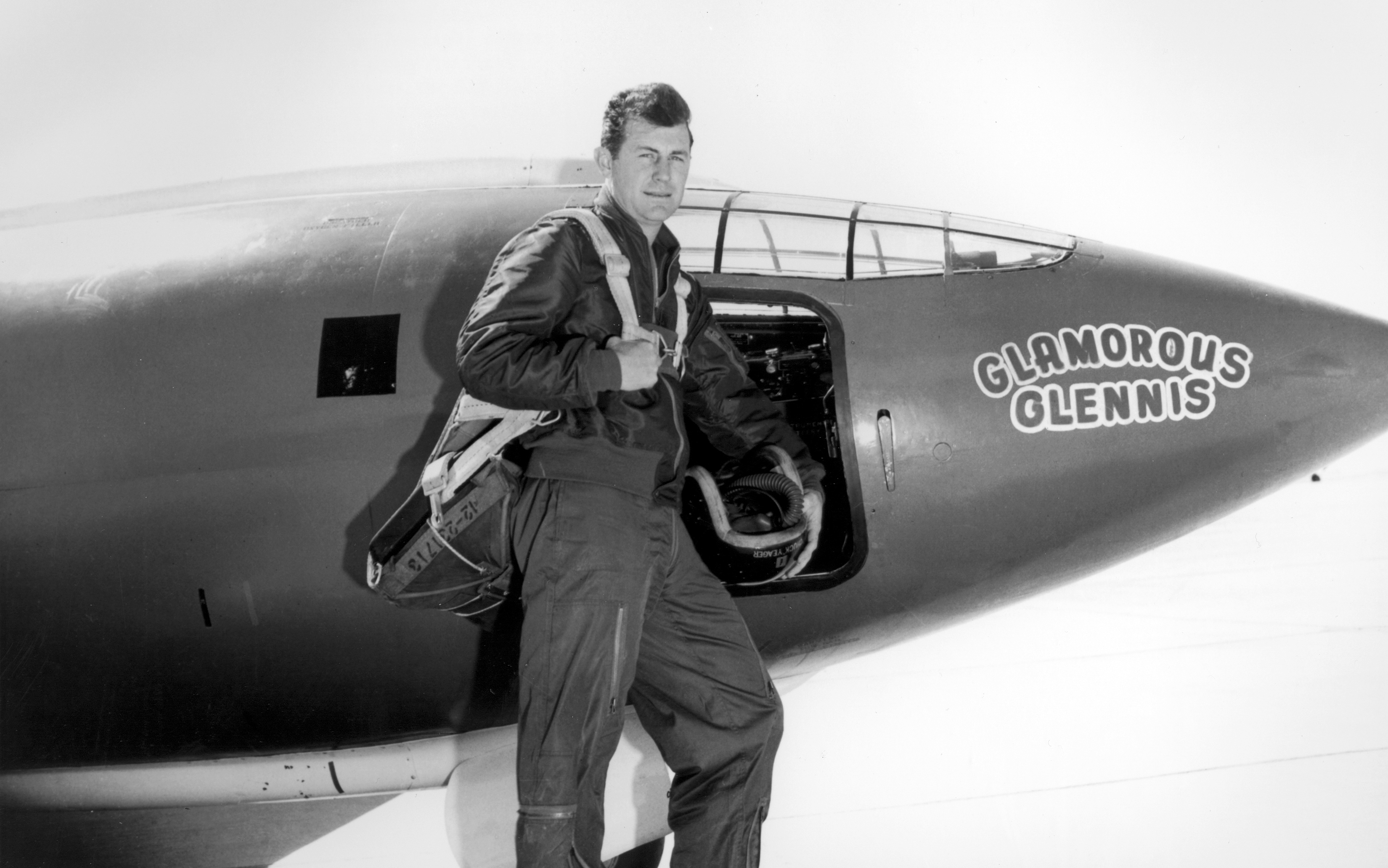
Chuck Yeager en frente del Bell X-1, apodado luego Glamorous Glennis

El 14 de octubre de 1947, el capitán Charles Yeager de la USAF voló en el avión Bell X-1 #46-062, que recibió el nombre de Glamorous Glennis. La aeronave, impulsada por un motor de cohete, fue lanzada desde el vientre de un B-29 modificado y planeó hasta aterrizar en una pista. En este vuelo el piloto cruzó la "barrera del sonido" (oficialmente por primera vez en la historia, aunque pilotos reportan haberla cruzado con anterioridad), consiguiendo alcanzar los 1.078 km/h o Mach 1,05 a 12.800 m. Sólo unos días más tarde este avión alcanzó un récord de altitud de 21.372 m.

Esto generó luego una serie de aviones expermientales llamados Aviones X.

El Hawker P.1127 fue un avión experimental que condujo a mediados de los 60' a la generación de aviones Harrier. El Hawker Siddeley Harrier fue el primer caza con capacidades V/STOL (despegue y aterrizaje vertical), coloquialmente llamado "jump jet". El Harrier fue el único diseño V/STOL realmente exitoso de los muchos que surgieron en los años 1960.

## Aeronaves experimentales en Estados Unidos y otras naciones
Los Estados Unidos y Australia tienen leyes mucho más flexibles que otros países sobre las aeronaves experimentales, esto contribuye a una gran cantidad de aviones caseros, importados y aviones exmilitares que vuelan hoy en día.

### Reglas de la FAA para aeronaves experimentales
La Administración Federal de Aviación (FAA) de los Estados Unidos, requiere que un certificado especial sea incluido con los papeles oficiales asociados a cada aeronave. Las aeronaves producidas por un fabricante certificado van a pasar por un período extensivo de testeos para probar que sean seguros para volar. Estos tests cubren todo desde ingeniería y construcción hasta las características de vuelo del avión. Una vez que se hayan completado satisfactoriamente los testeos, se le asigna un certificado al diseño del avión que indica el tipo de aeronave y en qué estado está (si es un prototipo, si está en servicio, etc.) y al diseñador del aeronave se le otorga otro certificado.
Las aeronaves que no cumplan con los requerimientos, tendrán que cumplir otros requerimientos para conseguir un certificado especial (certificado experimental).

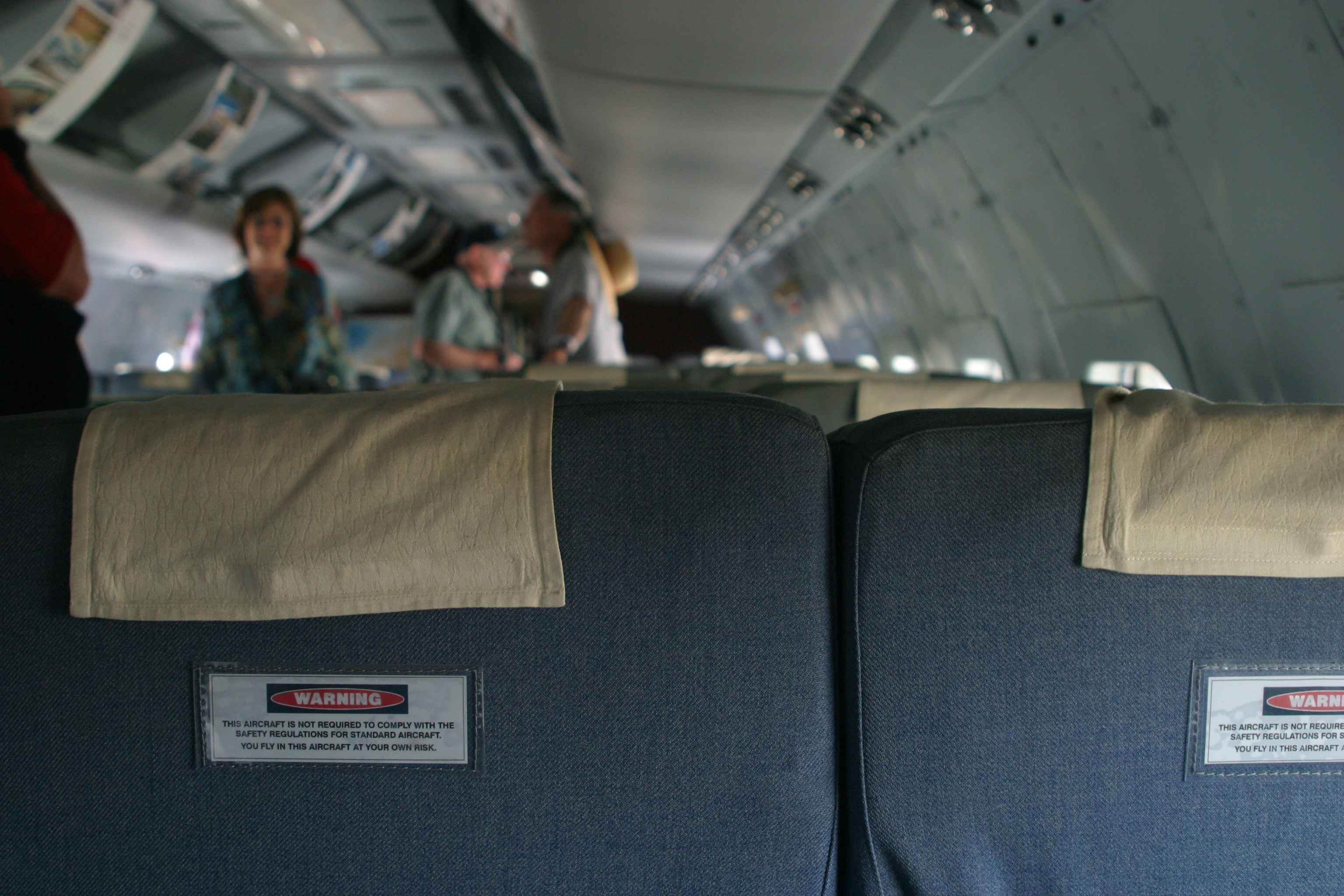
Interior de la aeronave experimental Lockheed L1049 Super Constellation VH-EAG, el letrero dice: "Advertencia: Esta aeronave puede no cumplir con las regulaciones de seguridad de las aeronaves convencionales. Usted vuela en esta aeronave bajo su propio riesgo."

Los certificados de seguridad aeroespecial para aeronaves experimentales de la AFA certifican para ocho propósitos:
- Investigación y desarrollo -- Aeronaves cuyo propósito es testear nuevos diseños, equipamiento, o técnicas operacionales
- Mostrar conformidad con las reglamentaciones -- Una aeronave que es construida para demostrar la seguridad del diseño.
- Entrenamiento de la tripulación -- Una aeronave usada específicamente para entrenamiento que, por alguna razón, no adquirió un certificado estándar. Por ejemplo, la NASA utiliza un Gulfstream II altamente modificado para entrenar a los pilotos como una simulación de aterrizaje de un Transbordador espacial.
- Exhibición
- Carreras aéreas
- Estrategia del mercado -- Una demostración de una aeronave
- Aeronaves caseras/Kit-Build